# Trần Thị Minh Hòa
Trần Thị Minh Hòa (sinh ngày 8 tháng 2 năm 1956) là một giáo viên và chính trị gia người Việt Nam. Bà từng là đại biểu Quốc hội Việt Nam khóa 11 nhiệm kì 2002-2007, thuộc đoàn đại biểu Quảng Bình.

## Xuất thân
Quê quán xã Quảng Thuận, huyện Quảng Trạch, Quảng Bình

## Giáo dục
- Trình độ chuyên môn: Thạc sĩ Hóa học

## Sự nghiệp
Nghề nghiệp, chức vụ: Phó hiệu trưởng trường THPT chuyên tỉnh Quảng Bình
Nơi làm việc: Trường THPT chuyên tỉnh Quảng Bình